# Arctostaphylos glandulosa
Arctostaphylos glandulosa es una especie de manzanita perteneciente a la familia Ericaceae. 

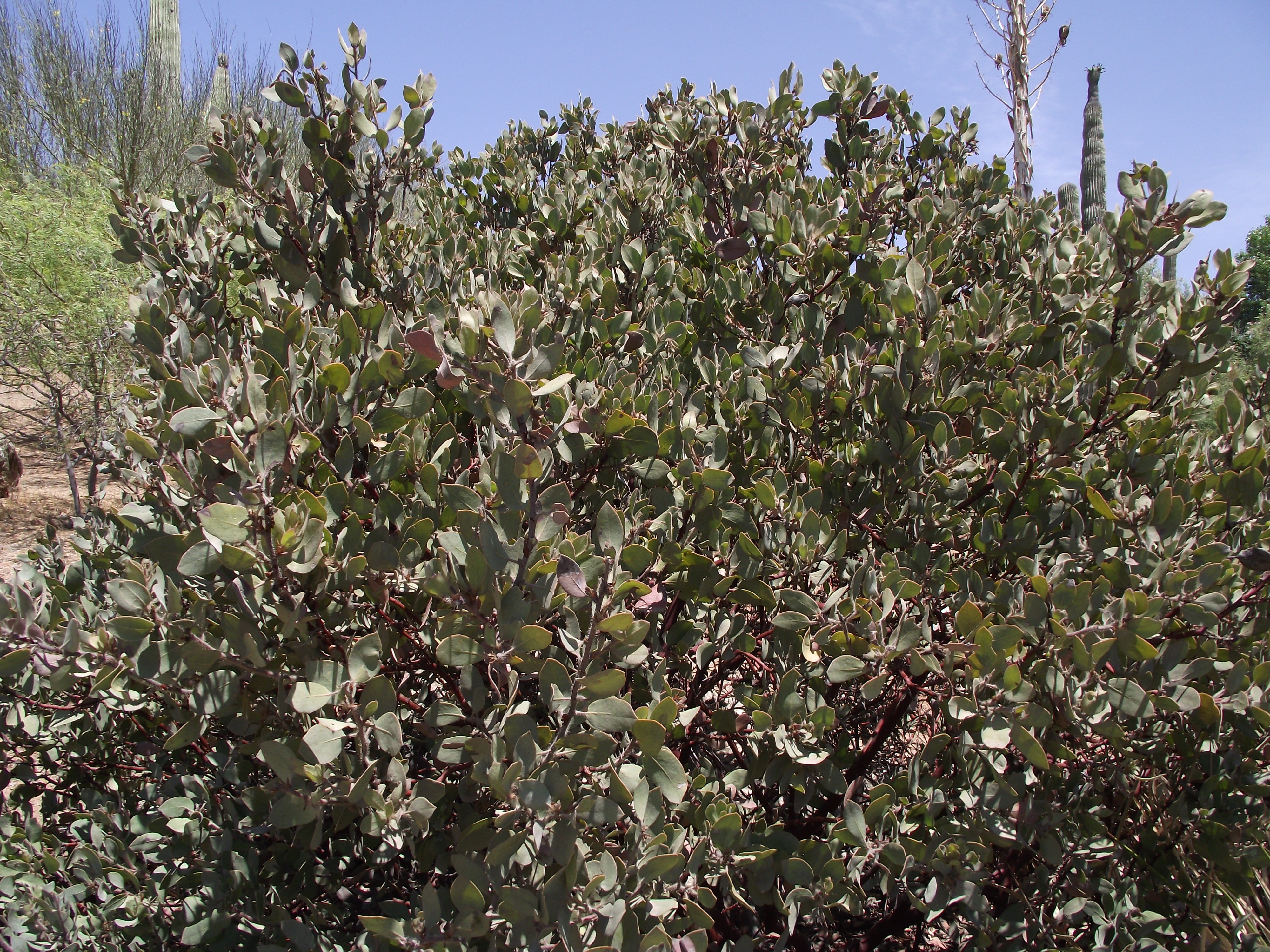
Vista de la planta

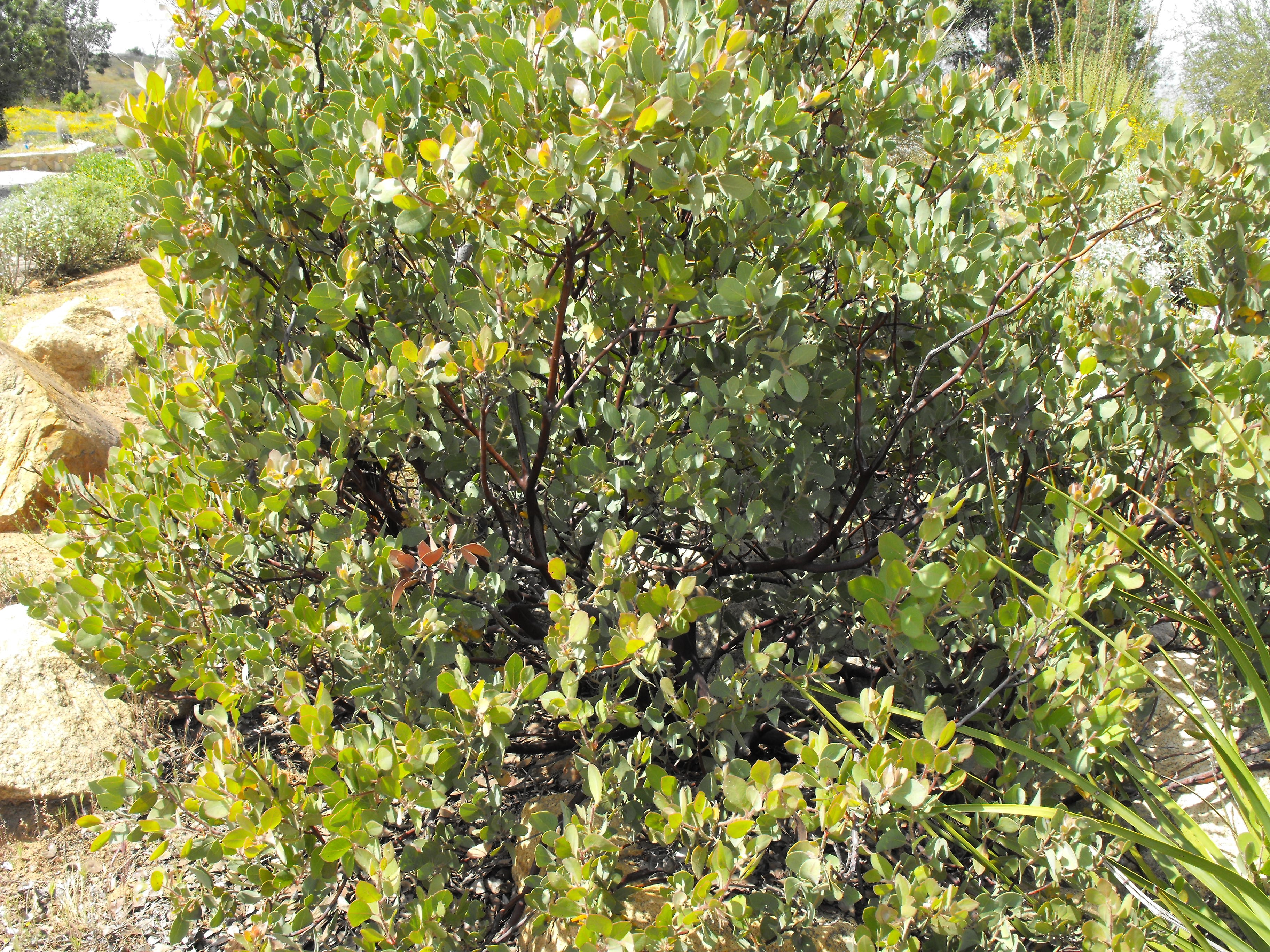
En su hábitat

## Distribución
Es un arbusto nativo de las laderas costeras del oeste de América del Norte desde Oregón a través de California hasta Baja California.  

## Descripción
Arctostaphylos glandulosa es un arbusto erecto que alcanza hasta 2,5 metros de altura. Es erizado y, a veces glandular, secretor de aceites pegajosos. Es muy variable en su apariencia y hay varias subespecies dispersas en toda su gama. 

## Subespecies
Subespecies incluye:
- Arctostaphylos glandulosa ssp. adamsii -  nativa de Condado de San Diego y Baja California[1]
- Arctostaphylos glandulosa ssp. crassifolia - nativa de San Diego[2]
- Arctostaphylos glandulosa ssp. cushingiana -  nativa de la costa de California desde México a Oregón[3]
- Arctostaphylos glandulosa ssp. gabrielensis - nativa de las Sierra de San Gabriel del sur de California[4]
- Arctostaphylos glandulosa ssp. glandulosa - nativa de la costa de Californiadesde México a Oregón[5]
- Arctostaphylos glandulosa ssp. howellii - nativa de la costa de California desde Bahía de Monterrey hasta Santa Barbara[6]
- Arctostaphylos glandulosa ssp. leucophylla - Sierra de San Bernardino hasta Baja California[7]
- Arctostaphylos glandulosa ssp. mollis - se encuentra en Sierra de San Bernardino, Sierra de San Gabriel, Sierra de Santa Mónica, y Sierra de Santa Ynes[8]

La rara ssp. crassifolia  aparece como una especie en peligro de extinción en los Estados Unidos. Hay alrededor de 25 poblaciones restantes, la mayoría ocurren en hábitat fragmentado y degradado de chaparral marítimo en ambos lados de la frontera. La ssp. gabrielensis sólo se conoce en la naturaleza de una población cerca de la divisoria en la Cumbre Mill Creek en el Bosque Nacional de Los Angeles

## Taxonomía
Arctostaphylos glandulosa fue descrito por Alice Eastwood y publicado en Proceedings of the California Academy of Sciences, Series 3, 1(2): 82–83. 1897.
Etimología
Arctostaphylos: nombre genérico que deriva de las palabras griegas arktos =  "oso", y staphule = "racimo de uvas", en referencia al nombre común de las especies conocidas  y tal vez también en alusión a los osos que se alimentan de los frutos de uva.
glandulosa: epíteto latíno que significa "con glándulas"
Variedades aceptadas
- Arctostaphylos glandulosa subsp. adamsii (Munz) Munz
- Arctostaphylos glandulosa subsp. crassifolia (Jeps.) P.V.Wells
- Arctostaphylos glandulosa subsp. cushingiana (Eastw.) J.E.Keeley, M.C.Vasey & V.T.Parker
- Arctostaphylos glandulosa subsp. gabrielensis (P.V.Wells) J.E.Keeley, M.C.Vasey & V.T.Parker
- Arctostaphylos glandulosa subsp. mollis (J.E.Adams) P.V.Wells
- Arctostaphylos glandulosa subsp. zacaensis (Eastw.) P.V.Wells

Sinonimia
- Arctostaphylos intricata Howell
- Arctostaphylos vestita Eastw.
- Uva-ursi intricata (Howell) A. Heller
- Uva-ursi vestita (Eastw.) Abrams[13]